# Wernher I. (Berchtesgaden)
Wernher (oder auch Wernhard bzw. Bernhard) († 1204) war als Wernher I. von 1188 bis 1201 Propst des Klosterstifts Berchtesgaden, danach Dompropst von Salzburg.

## Wirken

### Machtzuwachs
Wernher wurde aus den Reihen der Berchtesgadener Augustiner-Chorherren 1188 zum Stiftspropst von Berchtesgaden gewählt. Nachdem im selben Jahr Graf Gebhard III. von Sulzbach 1188 ohne männliche Erben starb und damit die Schutzgewalt der Gründerfamilie wegfiel, setzten offenbar die Grafen von Plain sofort einen der ihren als Vogt über das „Berchtesgadener Land“ ein. (Namentlich erwähnt wird hierbei ein Graf Liutpold von Plain und Hardegg.)
Doch die guten Beziehungen zum Stauferhaus wirkten offenbar über den Tod Gebhards hinaus fort. So erlangte Wernher 1194 für sich und seine Nachfolger einen „enormen Machtzuwachs“, der sich in einer Urkunde manifestierte, die später als „Magna Charta der Berchtesgadener Landeshoheit“ bezeichnet wurde. Darin verfügte Kaiser Heinrich VI., dass die Berchtesgadener Stiftspröpste als Landes- und Gerichtsherren nicht nur wieder die niedere, sondern auch die hohe Gerichtsbarkeit durch einen Vogt ihrer Wahl ausüben lassen konnten. „Wir befehlen, dass die Berchtesgadener Leute sowohl in den weltlichen wie in den geistlichen Dingen von ihrem Propst geführt werden sollen“ (ut a prefate ecclesie preposito tam in secularibus quam in spiritualibus regantur iubemus)
Damit waren das geschlossene Rodungsgebiet und dessen Bauern von jeder Landrichter- und Grafengewalt befreit und unterstanden allein den Stiftspröpsten – und die Grafen von Plain hatten einmal mehr das Nachsehen.

### Die Salzirrungen
1191 ist zum ersten Mal in einem Mandat Kaiser Heinrichs VI. vom Salzabbau am Tuval bzw. im Dürrnberg die Rede, einem Bergzug, der vom Roßfeld nach Norden verläuft und heute die Grenze zwischen Deutschland und Österreich bildet. Ferner wird die Saline am Gollenbach 1194 erstmals urkundlich erwähnt. Und so fallen in Wernhers Regentschaft auch die ersten kriegerischen Auseinandersetzungen um das Salz („Salzirrungen“), derer sich das Stift zu erwehren hatte.
Den Angriffen der Männer aus Hallein und der Grafschaft Kuchl setzte Kaiser Heinrichs VI. auf Bitten Wernhers sofort eine Verbotsurkunde für weitere „Belästigungen“ des Stifts entgegen. Doch wenig später drang im Jahr 1193 eine bewaffnete Schar von Einwohnern aus Reichenhall über den Hallthurm ins Klosterland und zerstörte das Bergwerk am Gollenbach. Erneut setzte sich der Kaiser ein und gebot dem Berchtesgaden eigentlich feindlich gesinnten Erzbischof Adalbert von Salzburg, das Klosterstift in seinen Belangen zu unterstützen – mit der Folge, dass neben der Einäscherung Reichenhalls im Jahr 1196 auch „versehentlich“ dem Stift „300 Mark Silber“ an Schäden durch Plünderung entstanden sind. Am Ende dieser Auseinandersetzungen, als der Kaiser im fernen Sizilien kämpfte, mussten Wernher und das Stift 1198 eine Dreiteilung des Salzvorkommens im Tuval hinnehmen – zwei Drittel gingen an den Erzbischof und das Salzburger Domkapitel und nur eines davon an die Berchtesgadener.
1201 wurde Wernher zum Dompropst von Salzburg gewählt und hatte dieses Amt bis zu seinem Tod im Jahr 1204 inne.